# 花葶薹草
花葶薹草（学名：Carex scaposa）为莎草科薹草属的植物。分布在越南以及中国大陆的江西、湖南、广西、四川南部、广东、福建、云南东部和东南部、贵州、浙江等地，生长于海拔400米至1,500米的地区，常生长在常绿阔叶林中、山坡草丛中、山坡林中、水边和石灰岩山坡峭壁上。

## 变种
- 长雄薹草（学名：Carex scaposa var. dolicostachya），又称长穗侧茎薹草，为莎草科薹草属花茎薹草的变种。分布在中国大陆的广东、广西等地，生长于海拔800米的地区，多生于林下。
- 糙叶花薹薹草（学名：Carex scaposa var. hirsuta）是莎草科薹草属花茎薹草的变种。分布在中国大陆的广东、湖南、四川南部等地，生长于海拔200米至700米的地区，见于山谷阴湿处、水边以及疏林下。